# دنيس ميتشل
دنيس ميتشل (بالإنجليزية: Dennis Mitchell) مواليد 20 فبراير 1966 في هافلوك، هو عداء أمريكي متخصص في 100 متر. حقق عدة ميداليات ذهبية في بطولة العالم لألعاب القوى والألعاب الأولمبية الصيفية.

## الميداليات
| الميدالية | المسابقة                       |
| --------- | ------------------------------ |
| ذهبية     | الألعاب الأولمبية الصيفية 1992 |
| فضية      | الألعاب الأولمبية الصيفية 1996 |
| ذهبية     | بطولة العالم لألعاب القوى 1991 |
| ذهبية     | بطولة العالم لألعاب القوى 1993 |

## روابط خارجية
- دنيس ميتشل على موقع الاتحاد الدولي لألعاب القوى (الإنجليزية)
- دنيس ميتشل على موقع أوليمبيديا (الإنجليزية)